# Essex County Cricket Club
L'Essex County Cricket Club est un club anglais de cricket, fondé en 1876, qui représente le comté traditionnel de l'Essex. C'est l'un des dix-huit clubs majeurs qui participent aux compétitions nationales anglaises. L'équipe première porte le nom de Essex Eagles pour les matchs à nombre limité de séries.

## Palmarès
- County Championship (6) : 1979, 1983, 1984, 1986, 1991, 1992.
- Gillette Cup, NatWest Trophy, C&G Trophy, Friends Provident Trophy (2) : 1985, 1997.